# Tiffert N'Aït Hamza
Tiffert N'Aït Hamza är en ort i Marocko.   Den ligger i regionen Béni Mellal-Khénifra, 210 km söder om huvudstaden Rabat.